# Adda Bozeman
Adda B. Bozeman, gebürtige Adda von Bruemmer (geboren 17. Dezember 1908 in Geistershof, Lettland, Russisches Kaiserreich; gestorben 3. Dezember 1994 in Bronxville) war eine lettisch-amerikanische Politikwissenschaftlerin.

## Leben
Adda von Bruemmer war eine Tochter des lettischen Juristen Leon von Bruemmer (1884–1967), er arbeitete bis 1938 als Richter in Lettland, und der Anna von Kahlen. Adda von Bruemmer heiratete 1937 den US-Amerikaner Virgil Bozeman, sie hatten eine Tochter, und 1951 den Arzt Arne Barkhus. Von Bruemmer emigrierte 1918 mit der Mutter und hielt sich im Freistaat Danzig und ab 1924 in Königsberg (Preußen) auf. Sie studierte ab 1930 Jura, Nationalökonomie und Philosophie in Heidelberg und Berlin. 1931 machte sie eine Prüfung zur Dolmetscherin in Mannheim und erhielt 1933 ein Diplom an der Sciences Po in Paris. Nach der Machtübergabe an die Nationalsozialisten 1933 verließ sie Deutschland.
Von Bruemmer erhielt 1933 die Anwaltszulassung zum Middle Temple Inn in Großbritannien und 1936 die Zulassung als Barrister at law. 1936 zog sie in die USA und erhielt 1937 einen LL.B. und einen J.D.
Bozeman arbeitete bis 1939 am Hoover Institut Stanford und von 1943 bis 1947 am Augustana College, Rock Island. Bozeman war von 1947 bis 1977 Professorin für International Relations am Sarah Lawrence College in Bronxville und publizierte auch danach noch.

## Schriften (Auswahl)
- Regional conflicts around Geneva : an inquiry into the origin, nature, and implications of the neutralized zone of Savoy and the customs-free zones of Gex and Upper Savoy. Stanford, Calif : Stanford Univ. Press, 1949
- Politics and culture in international history. Princeton, NJ: Princeton Univ. Pr., 1960
- Conflict in Africa : Concepts and realities. Princeton/N.J.: Princeton Univ. Press, 1976 ISBN 0-691-03104-5
- The future of law in a multicultural world. Princeton, N. J.: Princeton Univ. Press, 1971 ISBN 0-691-05643-9